# 薄彥徽
薄彥徽（1473年—？），字舜美，山西陽曲縣（今太原）人，明朝政治人物。

## 生平
山西鄉試第二十九名，弘治九年（1496年）丙辰科會試第一百四十名，第三甲第六十七名進士。授四川道監察御史。武宗寵信太監劉瑾，以道士崔志端任尚書，貶大學士劉健、戶部尚書韓文等，京師為之語曰：“禮部六尚書，一員黃老；翰林十學士，五個白丁。”彥徽數次上疏劾崔志端，有直聲。被杖打後除名，不久卒。

## 家族
曾祖薄景春；祖父薄郁；父薄銘，母田氏。具庆下。